# Mimadjinga flavovittata
Mimadjinga flavovittata är en skalbaggsart som beskrevs av Stefan von Breuning 1940. Mimadjinga flavovittata ingår i släktet Mimadjinga och familjen långhorningar. Inga underarter finns listade i Catalogue of Life.